# CpG-Oligonukleotid 7909
CpG-Oligonukleotid 7909 (auch CpG 7909, Agatolimod) ist ein CpG-Oligonukleotid, das an den TLR9 bindet und daher in der Immunologie und Pharmakologie als Adjuvans verwendet wird.

## Eigenschaften

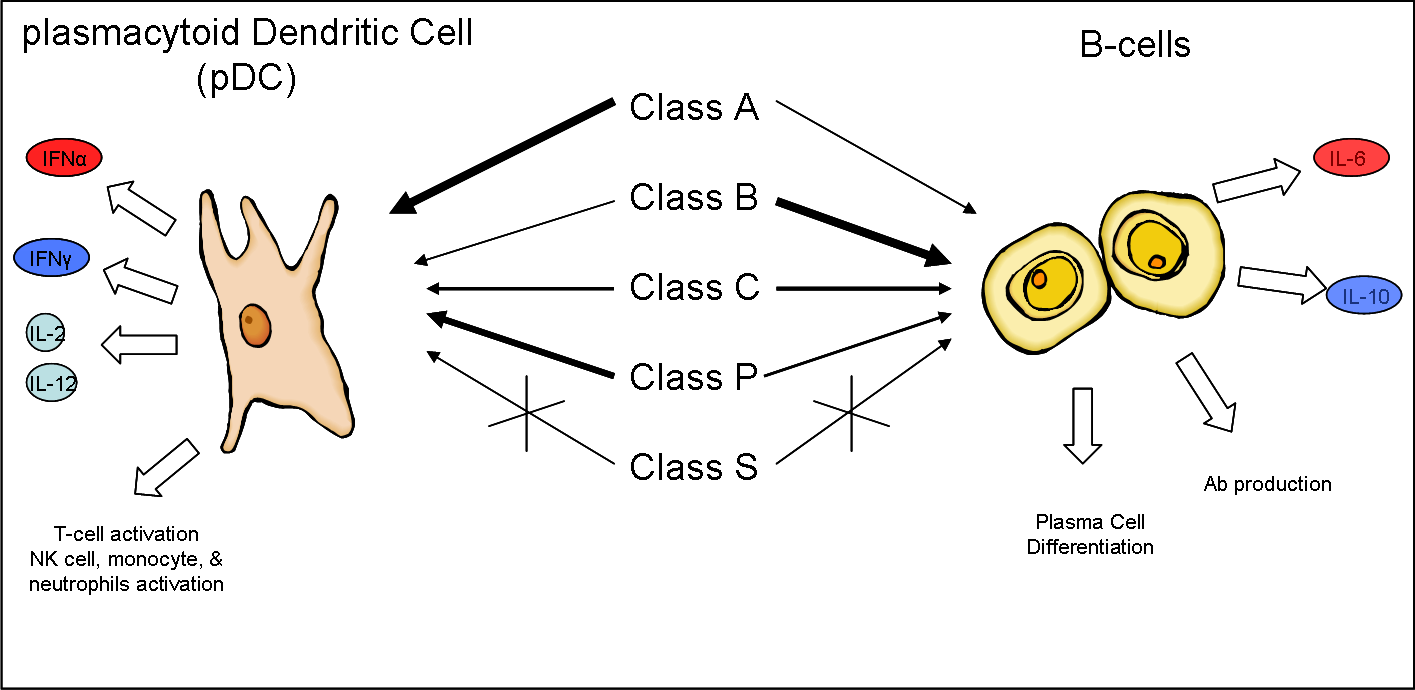
Wirkungen unterschiedlicher CpG-Klassen

CpG 7909 wird synthetisch per Phosphoramidit-Methode hergestellt. Es hat die Sequenz: 5′-TCGTCGTTTTGTCGTTTTGTCGTT-3′. Das Phosphodiester-Desoxyribose-Rückgrat ist hierbei zu einem Phosphorthioat modifiziert. Dabei wird ein nicht an der Phosphatbrücke beteiligtes Sauerstoffatom durch ein Schwefelatom ersetzt. Dadurch wird es resistent gegenüber DNasen.

## Anwendungen
CpG 7909 wird in einer Variante des Anthraximpfstoffs BioThrax verwendet.